# Ryan McKiernan
Ryan Connor McKiernan (* 27. Juli 1989 in White Plains, New York) ist ein US-amerikanisch-deutscher Eishockeyspieler mit irischer Staatsangehörigkeit, der seit Juli 2025 bei den Löwen Frankfurt aus der Deutschen Eishockey Liga (DEL) unter Vertrag steht und dort auf der Position des Verteidigers spielt. Zuvor war McKiernan bereits für die Düsseldorfer EG, Eisbären Berlin und den EHC Red Bull München in der DEL aktiv.

## Karriere

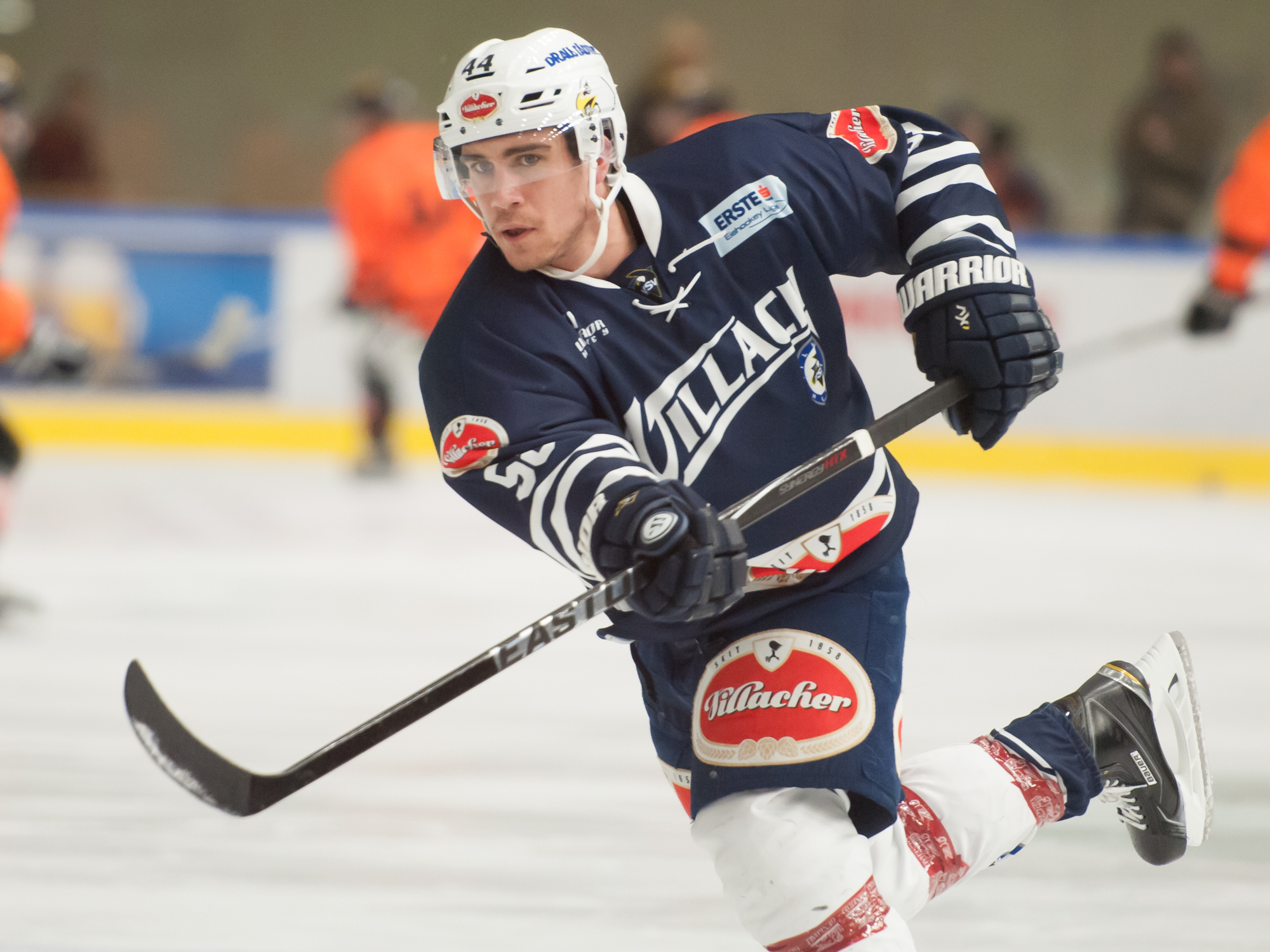
McKiernan im Trikot des EC VSV (2016)

McKiernan bestritt 74 Einsätze für die Des Moines Buccaneers aus Iowa in der United States Hockey League (USHL) und vier weitere für die New Jersey Hitmen in der Eastern Junior Hockey League (EJHL). Für die Voltigeurs de Drummondville aus Québec spielte er 84-mal in der Ligue de hockey junior majeur du Québec (LHJMQ) und konnte dabei in der Spielzeit 2008/09 die Liga-Meisterschaft in Form des Coupe du Président gewinnen. Als Assistenzkapitän der Titan d’Acadie-Bathurst aus New Brunswick bestritt er anschließend 33 Einsätze. Von 2010 bis 2014 spielte er sehr erfolgreich für die McGill University im Verband Canadian Interuniversity Sport (CIS). Er verhalf dabei McGill 2011 zum ersten CIS-Meistertitel der Universitäts-Geschichte und wurde 2013 sowie 2014 jeweils als wertvollster Spieler der Mannschaft geehrt. In 160 Einsätzen schoss er zudem 41 Tore und erreichte 76 Torvorlagen.
Für die Saison 2014/15 ging er nach Europa und spielte für den schwedischen Hauptstadtklub AIK Solna in der zweitklassigen Allsvenskan, mit dem er auch an der Aufstiegsrunde Kvalserien teilnahm. Im Sommer 2015 wurde McKiernan vom Kärntner Verein EC VSV aus der österreichischen Erste Bank Eishockey Liga (EBEL) verpflichtet und spielte dort ab dem 25. September. Nach einer Saison in Villach wurde der US-Amerikaner bei den Vienna Capitals als Neuzugang vorgestellt. Mit den Wienern kam McKiernan ins EBEL-Finale und erzielte dort das spielentscheidende Tor zum österreichischen Meistertitel. Insgesamt erzielte er im Laufe der Saison sieben Tore und 36 Assists.
Im Mai 2018 zog er seine im Vertrag befindliche Ausstiegsklausel und unterschrieb einen Vertrag in der Deutschen Eishockey Liga (DEL) bei der Düsseldorfer EG mit Gültigkeit bis zum Sommer 2019. Für die DEG kam McKiernan in der Saison 2018/19 in 51 Hauptrunden-Spielen auf sechs Tore und 25 Assists. In den Playoffs kamen noch einmal sieben Partien, zwei Treffer und vier Vorlagen hinzu. Anschließend wurde er von den Eisbären Berlin verpflichtet. In seiner zweiten Saison für die Eisbären gewann McKiernan mit diesen die Deutsche Meisterschaft und wurde als wertvollster Spieler der Playoffs ausgezeichnet. Ausschlaggebend waren zehn Scorerpunkte – darunter sieben Tore – in neun Playoff-Spielen. Danach wechselte er zum schwedischen Erstligisten Rögle BK. Mit Rögle BK gewann er im Jahr 2022 die Champions Hockey League. Im Juni 2022 wurde bekannt gegeben, dass der Verteidiger zur Spielzeit 2022/23 zum EHC Red Bull München wechselt. Mit dem Klub gewann er in der Folge seinen zweiten Deutschen Meistertitel, ehe sein Vertrag nach der Saison 2023/24 nicht verlängert wurde.
Nach mehrmonatiger Vereinslosigkeit wurde McKiernan im Dezember 2024 von seinem Ex-Klub Düsseldorfer EG unter Vertrag genommen, mit dem er am Saisonende in die DEL2 abstieg. Er wechselte daraufhin im Juli 2025 zu den Löwen Frankfurt.

## Erfolge und Auszeichnungen
| - 2009 Coupe-du-Président-Gewinn mit den Voltigeurs de Drummondville - 2011 University-Cup-Gewinn mit der McGill University - 2013 CIS (OUA East) Second All-Star Team - 2014 CIS Defenceman of the Year - 2014 CIS First All-Canadian Team - 2014 CIS (OUA East) Defenceman of the Year | - 2014 CIS (OUA East) First All-Star Team - 2017 Österreichischer Meister und EBEL-Meister mit den Vienna Capitals - 2021 Deutscher Meister mit den Eisbären Berlin - 2021 Wertvollster Spieler der DEL-Playoffs - 2022 Champions-Hockey-League-Gewinn mit Rögle BK - 2023 Deutscher Meister mit dem EHC Red Bull München |

## Karrierestatistik

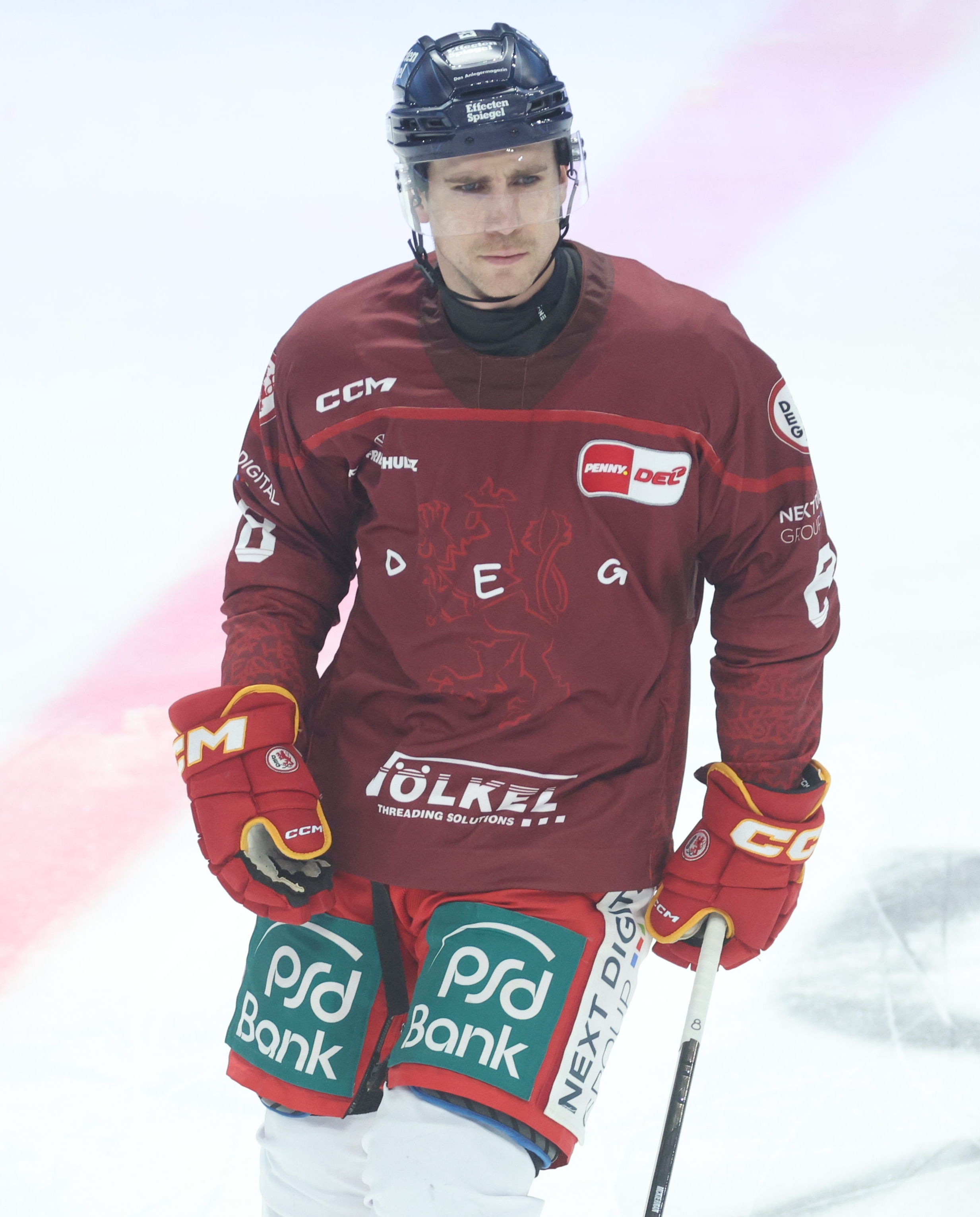
McKiernan als Spieler der Düsseldorfer EG (2025)

Stand: Ende der Saison 2024/25
(Legende zur Spielerstatistik: Sp oder GP = absolvierte Spiele; T oder G = erzielte Tore; V oder A = erzielte Assists; Pkt oder Pts = erzielte Scorerpunkte; SM oder PIM = erhaltene Strafminuten; +/− = Plus/Minus-Bilanz; PP = erzielte Überzahltore; SH = erzielte Unterzahltore; GW = erzielte Siegtore; 1 Play-downs/Relegation; Kursiv: Statistik nicht vollständig)